# مجتزع

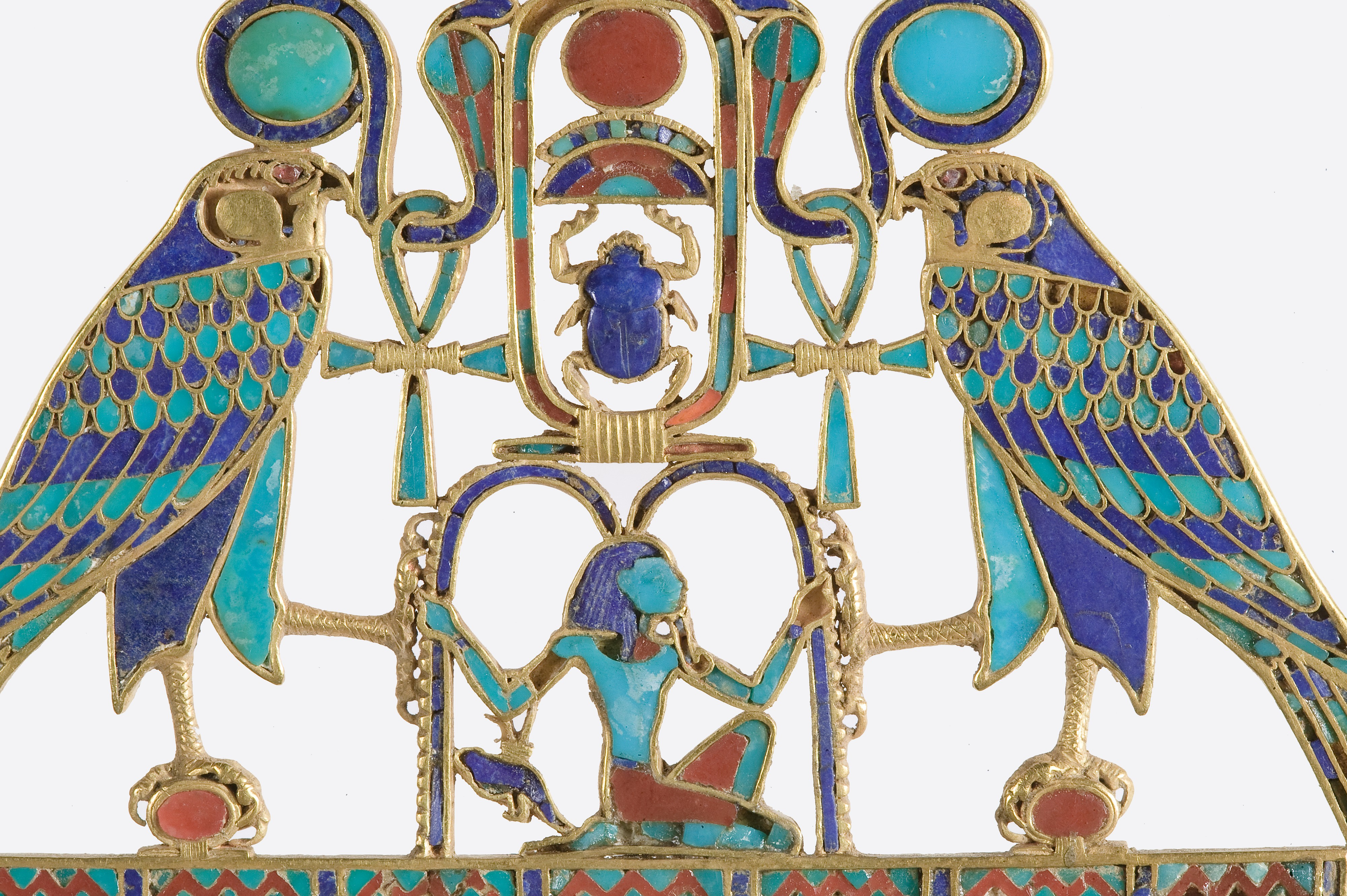
صدرية سنوسرت الثاني ، من قبر ابنته باستخدام الحجارة المشكلة بدلاً من المينا. المُجتزع بالعقيق الأحمر على ذهب من الفلسبار والعقيق والفيروز واللازورد ، 1880 قبل الميلاد

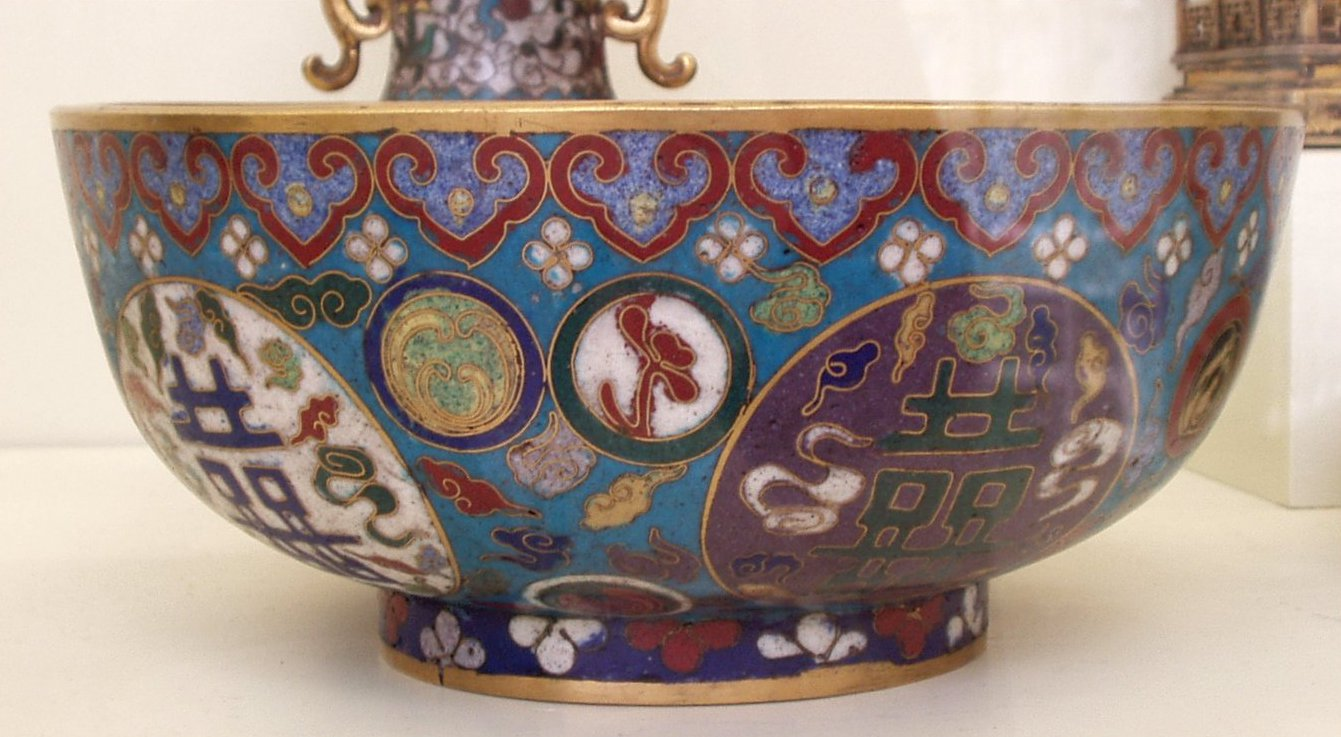
وعاء مينا من اسرة مينج الصينية مصوغة بطريقة المجتزع باستخدام تسعة ألوان من المينا

المُجْتَزَع هي تقنية قديمة لتزيين الأدوات المعدنية بمواد ملونة مثبتة في مكانها أو مفصولة بشرائط أو أسلاك معدنية يغلب أن تكون من الذهب. استُخدم المينا الزجاجي في القرون الأخيرة ولكن تطعيمات من الأحجار الكريمة والزجاج ومواد أخرى استُخدمت خلال الأزمان القديمة ؛ في الواقع ، من المحتمل جدًا أن يكون مينا كلوزوني قد بدأ تقليدًا أسهل لعمل مصوغة بطريقة باستخدام الأحجار الكريمة.

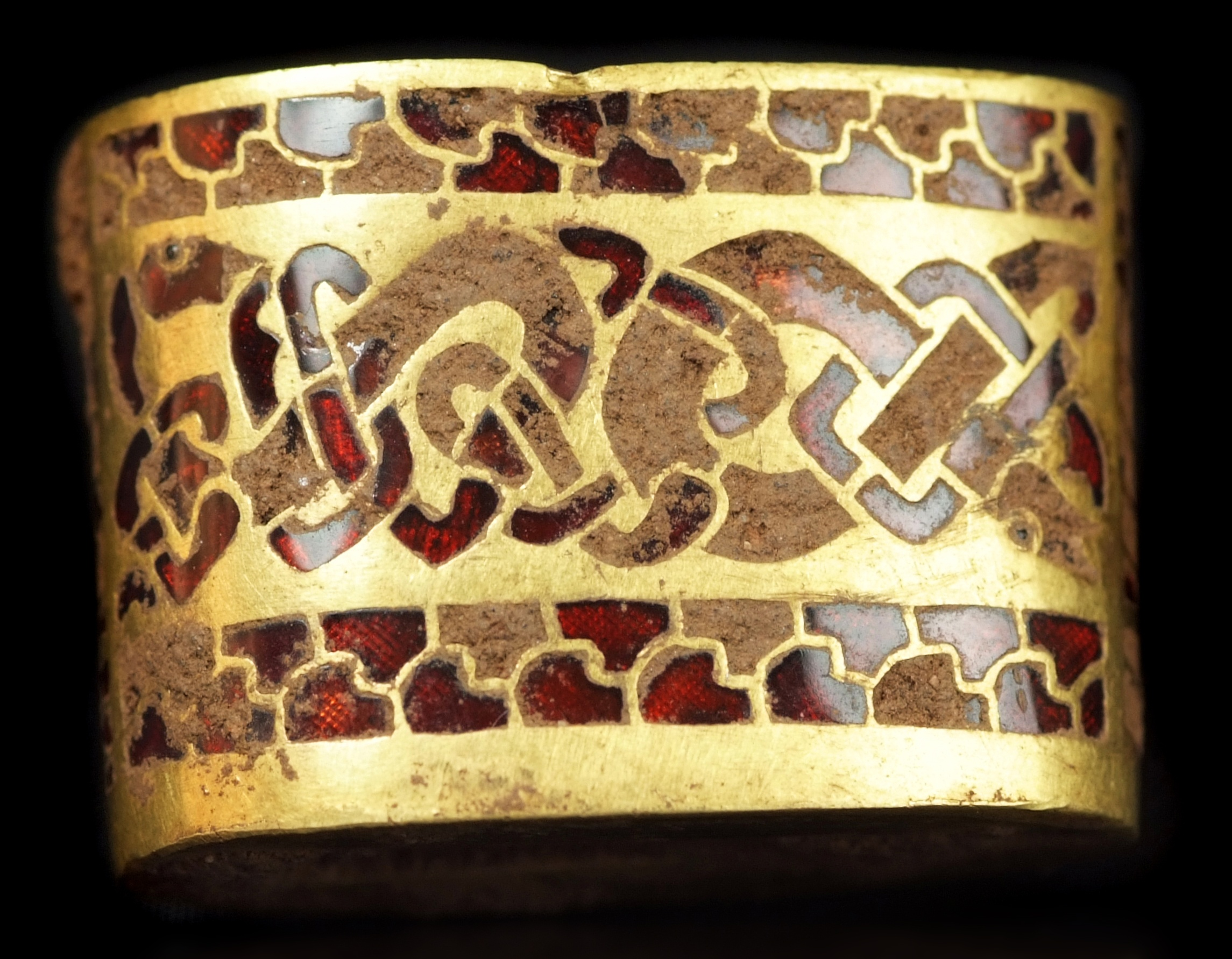

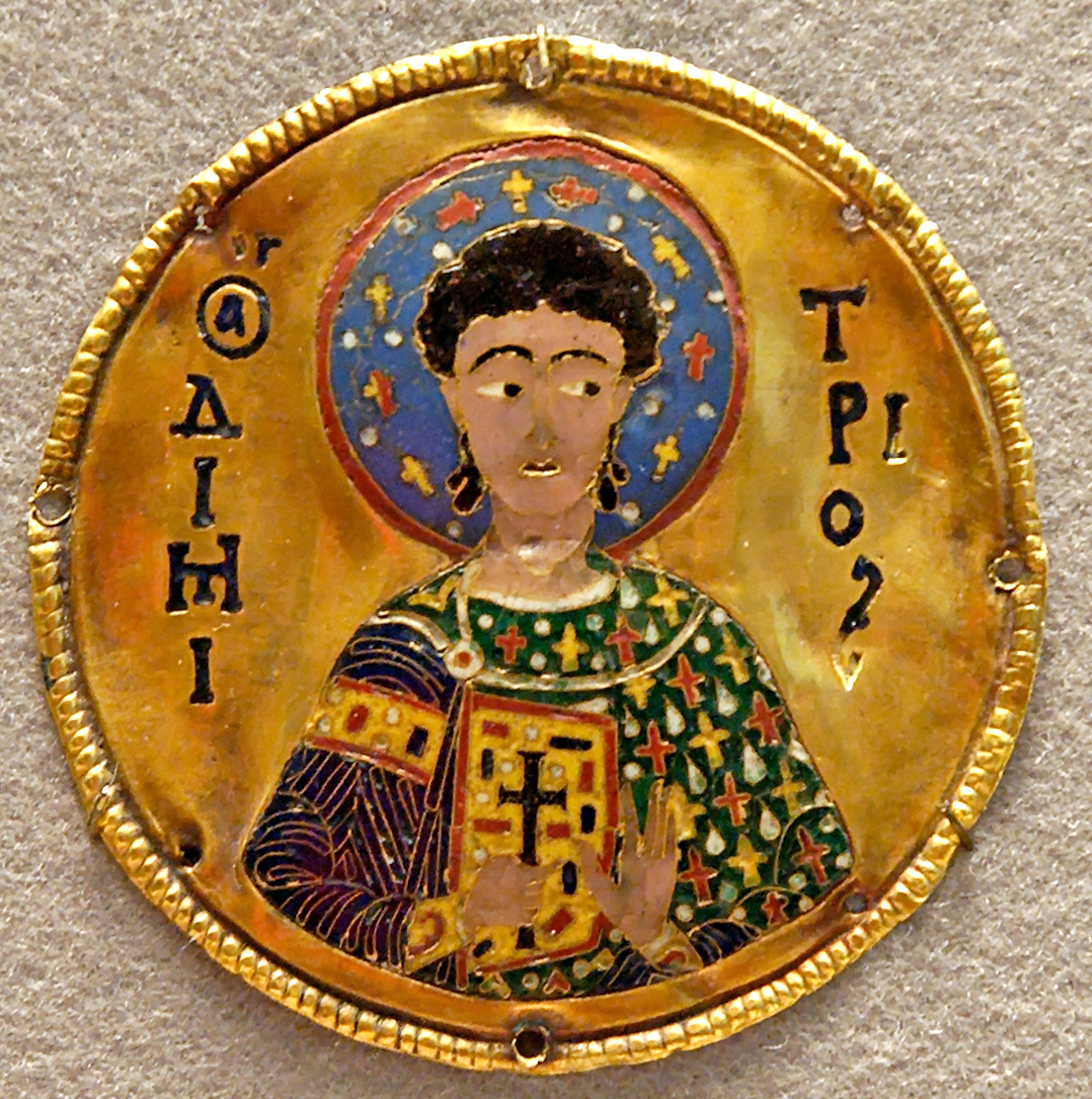